# 101.ª Brigada Mixta (Ejército Popular de la República)
La 101.ª Brigada Mixta fue una unidad del Ejército Popular de la República creada durante la Guerra Civil Española. Perteneciente a la 46.ª División, se distinguió como una unidad de choque y participó en algunas de las principales batallas de la contienda.

## Historial

### Brunete
En junio de 1937, la Brigada abandonó sus cuarteles en la región valenciana para trasladarse a Alcalá de Henares. 
La 101.ª BM recibiría su bautismo de fuego durante la batalla de Brunete. El 6 de julio intentó tomar la localidad de Los Llanos desde la orilla contraria del río Perales, pero no lograría tomar la citada localidad hasta dos días. Mientras tanto, el 9 de julio uno de los batallones de la brigada intervino en la captura de Quijorna junto a otras unidades. Sin embargo, después de los primeros días la ofensiva republicana comenzó a perder fuerza y se estancó, por lo que la brigada pasó a la defenisiva. Entre el 15 y el 17 de julio resistió ataques de las fuerzas franquistas en el puente de Navalgamella y el Vértice Perales. 

### Aragón
La unidad volvió a su base en Alcalá de Henares, quedando en la reserva hasta que el 21 de enero de 1938 fue llamada para ir al frente de Teruel. 

## Mandos
- Mayor de milicias Pedro Mateo Merino;[1][2]
- Mayor de milicias Severiano Aparicio Gaya;
- Mayor de milicias Aribau;

Comisarios
- Gabino Aparicio;
- Jaime Bofill;
- Heraclio Peribáñez Ortega, del PSOE;[3]

Jefes de Estado Mayor
- capitán de milicias Andrés González Lanuza;